# Roca piroclástica

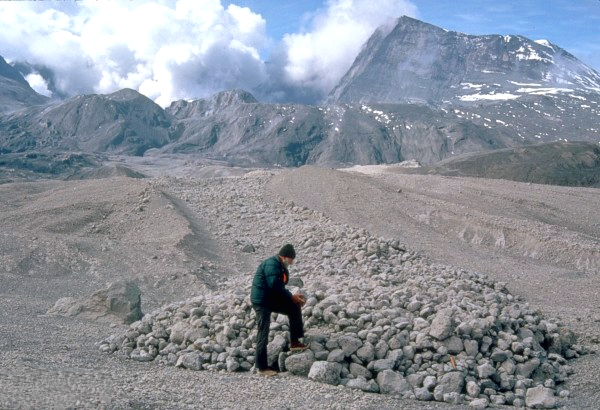
Científico del USGS examina bloques de piedra pómez en el borde de un flujo piroclástico del Monte St. Helens

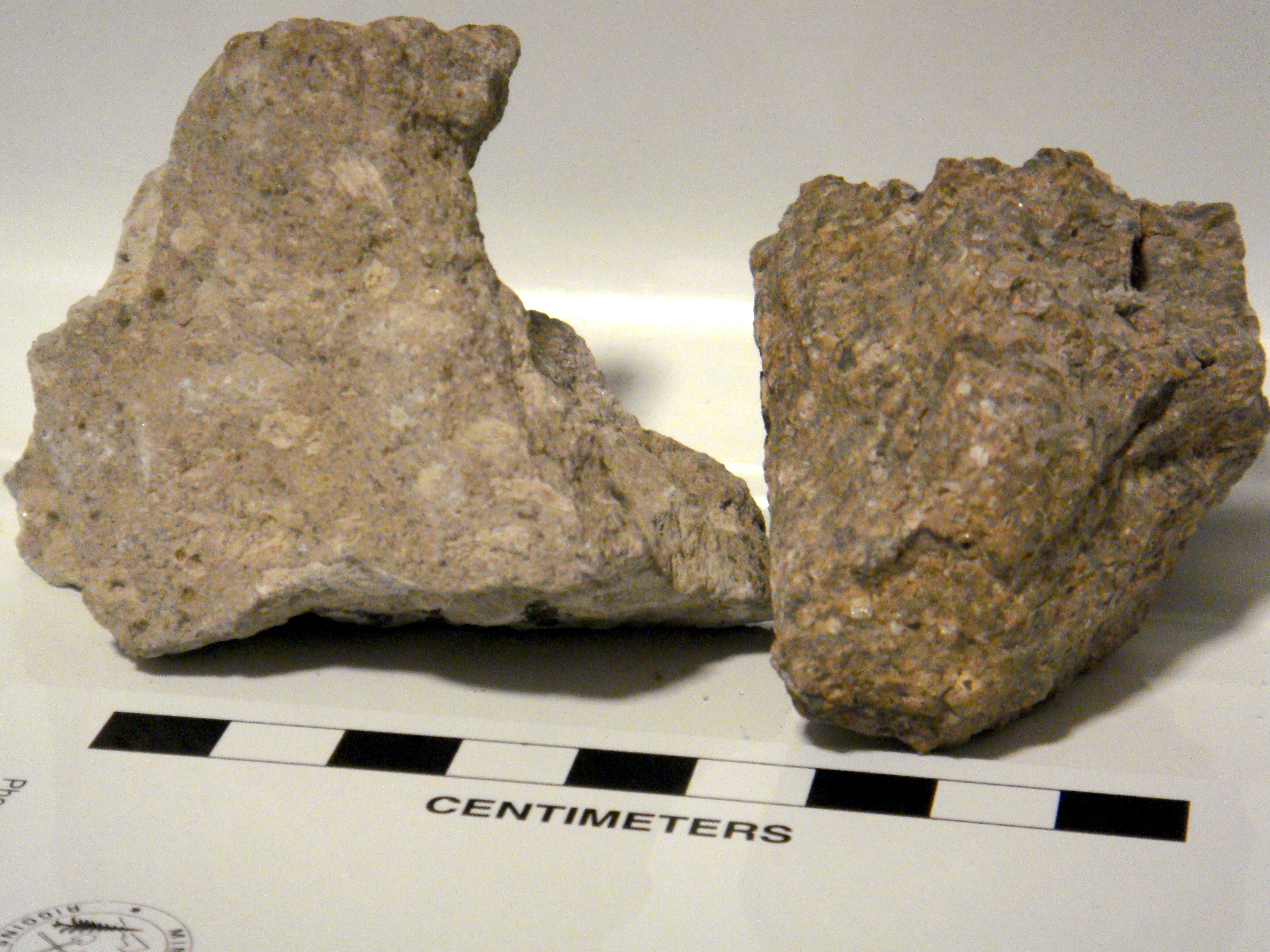
Rocas de Bishop Tuff, sin comprimir con piedra pómez a la izquierda; comprimido con fiamme a la derecha.

Las rocas piroclásticas (derivadas del en griego: πῦρ, fuego; y κλαστός, roto) son rocas clásticas compuestas de fragmentos de roca producidos y expulsados por erupciones volcánicas explosivas. Los fragmentos de roca individuales se conocen como piroclastos. Las rocas piroclásticas son un tipo de depósito volcaniclástico, que son depósitos hechos predominantemente de partículas volcánicas. Los depósitos piroclásticos 'freáticos' son una variedad de roca piroclástica que se forma a partir de explosiones de vapor volcánico y están formados en su totalidad por clastos accidentales. Los depósitos piroclásticos 'freatomagmáticos' se forman a partir de la interacción explosiva del magma con el agua subterránea.
Las acumulaciones no consolidadas de piroclastos se denominan tefra. La tefra puede litificarse en una roca piroclástica por cementación o reacciones químicas como resultado del paso de gases calientes (alteración fumarólica) o agua subterránea (por ejemplo, alteración hidrotermal y diagénesis) y enterramiento, o si se coloca a temperaturas tan altas que la Los piroclastos vítreos blandos se pegan en puntos de contacto y se deforman: esto se conoce como soldadura.
Uno de los tipos más espectaculares de depósito piroclástico es una ignimbrita, que es el depósito de una corriente de densidad piroclástica pómez que abraza el suelo (una suspensión caliente de piroclastos en gas que fluye rápidamente). Las ignimbritas pueden ser depósitos sueltos o roca sólida y pueden enterrar paisajes enteros. Una ignimbrita individual puede exceder los 1000 km3 de volumen, puede cubrir 20 000 km2 de tierra y puede exceder 1 km de espesor, por ejemplo, cuando se estanca dentro de una caldera volcánica.

## Clasificación
Los piroclastos incluyen piroclastos juveniles derivados del magma enfriado, mezclados con piroclastos accidentales, que son fragmentos de roca nativa. Los piroclastos de diferentes tamaños se clasifican (de menor a mayor) como ceniza volcánica, lapilli o bloques volcánicos (o, si muestran evidencia de haber estado calientes y fundidos durante el emplazamiento, bombas volcánicas). Todos se consideran piroclásticos porque se formaron (fragmentaron) por explosividad volcánica, por ejemplo, durante la descompresión explosiva, cizallamiento, decrepitación térmica o por desgaste y abrasión en un conducto volcánico, chorro volcánico o corriente de densidad piroclástica.
| Tamaño del clasto | Piroclasto                                        | Principalmente sin consolidar (tefra) | Principalmente consolidado: roca piroclástica                                           |
| ----------------- | ------------------------------------------------- | ------------------------------------- | --------------------------------------------------------------------------------------- |
| > 64 mm           | bloque (angular) bomba (si tiene forma de fluido) | bloques; aglomerado                   | brecha piroclástica; aglomerado                                                         |
| < 64 mm           | lapilo                                            | lapilli                               | lapillistone (lapilli-tuff es donde los lapilli se apoyan dentro de una matriz de toba) |
| < 2 mm            | ceniza gruesa                                     | ceniza gruesa                         | toba gruesa                                                                             |
| < 0,063 mm        | ceniza fina                                       | ceniza fina                           | toba fina                                                                               |

Los piroclastos se transportan de dos formas principales: en columnas de erupciones atmosféricas, desde las cuales los piroclastos se asientan para formar capas de caída piroclástica que cubren la topografía, y por corrientes de densidad piroclástica (PDC) (incluidos los flujos piroclásticos y las oleadas piroclásticas), de las cuales los piroclastos se transportan como depósitos de corrientes de densidad piroclástica, que tienden a engrosarse y volverse más gruesos en los valles, y delgados y finos sobre los altos topográficos.
Durante las erupciones plinianas, la piedra pómez y la ceniza se forman cuando el magma silícico espumoso se fragmenta en el conducto volcánico, debido a la rápida cizalladura impulsada por la descompresión y el crecimiento de burbujas microscópicas. Luego, los piroclastos se arrastran con gases calientes para formar un chorro supersónico que sale del volcán, mezcla y calienta el aire atmosférico frío para formar una columna de erupción vigorosamente flotante que se eleva varios kilómetros hacia la estratosfera y causa peligros para la aviación. Las partículas caen de las columnas de erupciones atmosféricas y se acumulan como capas en el suelo, que se describen como depósitos de lluvia radiactiva.
Las corrientes de densidad piroclástica surgen cuando la mezcla de piroclastos calientes y gases es más densa que la atmósfera y, por lo tanto, en lugar de elevarse con fuerza, se extiende por todo el paisaje. Pueden ser 'totalmente diluidos' (nubes de ceniza diluidas y turbulentas, hasta sus niveles más bajos) o 'basados en fluidos granulares' (cuyos niveles más bajos comprenden una dispersión concentrada de piroclastos que interactúan y gas parcialmente atrapado). El primer tipo se denomina oleadas piroclásticas (aunque pueden ser sostenidas en lugar de "oleadas") y las partes inferiores de las últimas, flujos piroclásticos (estos también pueden ser sostenidos y casi constantes o crecientes). A medida que viajan, las corrientes de densidad piroclástica depositan partículas en el suelo y arrastran aire atmosférico frío, que luego se calienta y se expande térmicamente. Cuando la corriente de densidad se diluye lo suficiente como para elevarse, se eleva a la atmósfera como una 'pluma de fénix' (o 'pluma de co-PDC'). Estos penachos de fénix normalmente depositan capas delgadas de ceniza que pueden contener pequeños gránulos de ceniza fina agregada.
Las erupciones hawaianas como las de Kīlauea producen un chorro dirigido hacia arriba de gotas calientes y coágulos de magma suspendidos en gas; esto se llama fuente de lava o 'fuente de fuego'. Si están lo suficientemente calientes y líquidos cuando aterrizan, las gotitas calientes y los coágulos de magma pueden aglutinarse para formar "salpicaduras" ("aglutinar"), o fusionarse completamente para formar un flujo de lava clastogénico.